# Кунде, Пьер
Пьер Кунде́ Мало́нг (фр. Pierre Kunde Malong; 26 июля 1995, Лимбе, Камерун) — камерунский футболист, полузащитник клуба «Дибба-эль-Хисн» и сборной Камеруна.

## Клубная карьера
Кунде — воспитанник испанских клубов «Алкобендас» и «Атлетико Мадрид». В 2014 году он дебютировал во Второй Сегунде в составе последних. Летом 2016 года для получения игровой практики Кунде перешёл в «Эстремадуру». 20 августа в матче против «Вильяновенсе» он дебютировал за новый клуб. 23 октября в поединке против «Мерида» Пьер забил свой первый гол за «Эстремадуру». Летом 2017 года Кунде был арендован «Гранадой». 20 августа в матче против «Альбасете» он дебютировал в Сегунде. 8 октября в поединке против «Луго» Пьер забил свой первый гол за «Гранаду».
Летом 2018 года Кунде перешёл в немецкий «Майнц 05», подписав контракт на 4 года. 26 августа в матче против «Штутгарта» он дебютировал в Бундеслиге. 24 ноября в поединке против «Хоффенхайма» Пьер забил свой первый гол за «Майнц 05».
Летом 2021 года Кунде перешёл в греческий «Олимпиакос», подписав контракт на 3 года. Сумма трансфера составила 1,8 млн евро. В матче против «Атромитоса» он дебютировал в греческой Суперлиге.

## Международная карьера
27 мая 2018 года в товарищеском матче против сборной Буркина-Фасо Кунде дебютировал за сборную Камеруна. В 2019 году в составе сборной Кунде принял участие Кубке Африки в Египте. На турнире он сыграл в матчах против команд Ганы, Бенина и Нигерии.
26 марта 2021 года в отборочном матче Кубка Африки 2021 против сборной Кабо-Верде Пьер забил свой первый гол за национальную команду.
В 2022 году Пьер во второй раз принял участие в Кубке Африки 2021 в Камеруне. На турнире он сыграл в матчах против команд Кабо-Верде, Гамбия и дважды Буркина-Фасо.

### Голы за сборную Камеруна
| #   | Дата          | Место                                             | Противник  | Счёт | Результат | Соревнование                   |
| --- | ------------- | ------------------------------------------------- | ---------- | ---- | --------- | ------------------------------ |
| 01. | 26 марта 2021 | Национальный стадион Кабо-Верде, Прая, Кабо-Верде | Кабо-Верде | 0:1  | 3:1       | Кубок Африки 2021 квалификация |

## Достижения
Международные
 Камерун
- Бронзовый призёр Кубка Африки — 2021

## Клубная статистика
| Клуб        | Сезон      | Лига       | Лига  | Лига | Кубок | Кубок | Европа | Европа | Другое | Другое | Итог  | Итог |
| Клуб        | Сезон      | Дивизион   | Матчи | Голы | Матчи | Голы  | Матчи  | Голы   | Матчи  | Голы   | Матчи | Голы |
| ----------- | ---------- | ---------- | ----- | ---- | ----- | ----- | ------ | ------ | ------ | ------ | ----- | ---- |
| Эстремадура | 2016/17    | Сегунда Б  | 33    | 11   | 2     | 0     | -      | -      | -      | -      | 35    | 11   |
| Гранада     | 2017/18    | Сегунда    | 37    | 5    | 1     | 0     | -      | -      | -      | -      | 38    | 5    |
| Майнц 05    | 2018/19    | Бундеслига | 29    | 0    | 2     | 0     | -      | -      | -      | -      | 31    | 0    |
| Майнц 05    | 2019/20    | Бундеслига | 28    | 4    | 0     | 0     | -      | -      | -      | -      | 28    | 4    |
| Майнц 05    | 2020/21    | Бундеслига | 11    | 0    | 0     | 0     | -      | -      | -      | -      | 11    | 0    |
| Майнц 05    | Итог       | Итог       | 68    | 4    | 2     | 0     | -      | -      | -      | -      | 70    | 4    |
| Олимпиакос  | 2021/22    | Суперлига  | 8     | 0    | 1     | 0     | 10     | 0      | -      | -      | 19    | 0    |
| Общий итог  | Общий итог | Общий итог | 146   | 20   | 6     | 0     | 10     | 0      | 0      | 0      | 162   | 20   |